# سيمون دي هيريرا
سيمون دي هيريرا هو سياسي إسباني، ولد في 1754 في سان كريستوبال دي لا لاغونا في إسبانيا، وتوفي في 3 أبريل 1813 في سان أنطونيو في الولايات المتحدة. انتخب Governor of the Spanish Colony of Texas ‏ (1811 – 1811).